# Битка код Царицина
Битка код Царицина или Царицинска битка је био војни сукоб између Црвене армије и Беле армије током Руског грађанског рата за контролу над Царицином (данас Волгоград), стратешки значајним градом и луком на реци Волги у југозападној Русији.
Град, који је био важан центар присталица Октобарске револуције и који је остао у рукама Црвених, био је три пута опкољен од антибољшевичких донских козака под командом Петра Краснова: јул–септембар 1918, септембар–октобар 1918. и јануар–фебруар 1919. Још један покушај освајања Царицина је у мају-јуну 1919. године од стране Добровољачке војске, која је успешно заузела град. Заузврат, између августа 1919. и јануара 1920. Бели су бранили град од бољшевика. Царицин су комунисти коначно освојили почетком 1920. године.
Одбрана Царицина, названа „Верден црвених“,била је један од најшире описаних и комеморисаних догађаја грађанског рата у совјетској историографији, уметности и пропаганди. То је било због чињенице да је Јосиф Стаљин учествовао у одбрани града између јула и новембра 1918.

## Позадина
Током руске револуције, високо индустријализовани град Царицин постао је моћан револуционарни центар.  Град који се налазио на доњој Волги био је од стратешког значаја за бољшевике. Преко Царицина су залихе хране и нафте из Бакуа стизале до Москве, а пруга која је пролазила кроз град пружала је Савету народних комесара присталице из средње Азије. У граду је такође била велика фабрикама муниције.
У мају 1918. Донска совјетска република је пропала и у региону је успостављена антикомунистичка Донска република. Током наредних месеци, стратешки значај Царицина је још више порастао: контролисањем града, Црвени не само да су спречили контрареволуционарне снаге донских, уралских и оренбуршких козака да се удруже, већ су им дали прилику да прераспореди снаге са севера према областима под контролом белаца на Кубану и на северном Кавказу. Царицин је такође штитио Саратов, још један значајан центар под контролом бољшевика.
У јуну 1918. године Јужни фронт Црвене армије стављен је под команду Климента Ворошилова, револуционара из Донбаса. Он је почео да окупља војску за одбрану Царицина, коју су чиниле локалне трупе и формације које су успеле да се повуку у град са Дона и Донбаса. Истог месеца, Јосиф Стаљин је стигао у град и брзо се придружио команди локалних снага, упркос томе што је првобитно био послат да набави жито за Москву. Заједно, Ворошилов и Стаљин су основали Севернокавкаски војни округ како би окупили одбрану града и централизовали контролу над свим Црвеним снагама у региону. Војска коју је окупио Ворошилов на крају је постала 10. армија Јужног фронта.
У међувремену, атаман Пјотр Краснов убедио је Донски круг да заузме градове који се граниче са Донском Републиком, укључујући Царицин, Камишин, Балашов, Поворино, Новохопјорск, Калач на Дону и Богучар.

## Прва опсада (јул–септембар 1918)
Од маја до јула 1918. Донски козаци под командом Петра Краснова успели су да мобилишу 40.000 људи, што је по величини било једнако снагама комуниста, са разликом да су били боље обучени. До краја јула, козаци су пресекли железничку пругу према Царицину, а Добровољачка војска је заузела неколико градова на путу ка граду, потпуно окружујући Црвене снаге у Царицину.
Донски козаци су покренули први напад на Царицин крајем августа 1918, али је ова офанзива одбијена средином септембра. Бољшевици су заузврат организовали контраофанзиву дуж три железничке линије које су напуштале град. Иако у почетку успешна, контраофанзива је прекинута после две недеље, када су Бели добили појачање из Вороњежа. Могућност офанзиве на Вороњеж представљала би већу претњу за совјетску владу у Москви него потенцијални колапс Царицина.

## Друга опсада (септембар–октобар 1918)
Крајем септембра, као део шире реорганизације целе Црвене армије, коју су координирали њен главнокомандујући Јукумс Вациетис и војни комесар Лав Троцки, Црвене снаге у Царицину су званично преименоване у 10. армију. И даље је командовао Ворошилов, али су бољшевици реорганизовали цео Јужни фронт, стављајући на његово чело бившег царског генерала Павела Ситина.
У исто време почела је друга козачка офанзива под генералном командом Петра Краснова и уз учешће групе од 50.000 коњаника под командом Константина Мамонтова. До средине октобра град је био скоро потпуно опкољен и једина предност коју су Црвени имали била је у артиљерији, што им је омогућило да задрже контролу над градом. У Царицину је одмах избио сукоб између Стаљина и Ворошилова с једне стране и Троцког, Вациетиса и Ситина с друге стране.
Стаљин се мешао у питања за која није био компетентан и позвао је Ворошилова да игнорише Ситинова наређења. Када је 29. септембра 1918. Ситин стигао у Царицин из свог штаба у Козлову, на састанку Севернокавкаског војног савета избила је туча, а два дана касније, против воље врховне команде, Ворошилов је постављен за команданта линије фронта. Троцки и Вациетис су тражили да се Стаљин лиши функције комесара и да Ворошилов буде изведен пред војни суд. Као одговор, Стаљин је послао телеграме Владимиру Лењину жалећи се на Троцког.
Против наређења команде Црвене армије, челична дивизија Дмитрија Жлобе од 15.000 војника (тада део 11. армије Ивана Сорокина) кренула је са Северног Кавказа ка Царицину. 15. октобра, дивизија је у изненадном нападу ударила на Красновљеве снаге, прекинувши опсаду. Након ових догађаја, дивизија је укључена у састав 10. армије. До краја месеца козаци су били приморани да поднесу оставке.
Током битке, Стаљин је редовно кршио наређења Москве. Незаконито је одузимао залихе послате из Москве преко Царицина према Кавказу. У новембру 1918. Стаљин је повучен из Царицина због непослушности и напустио је град након што је опсада прекинута. Нешто касније Ситин је изгубио сопствену позицију, а на његово место је постављен Петерис Славенс.

## Трећа опсада (децембар 1918 – фебруар 1919)
Краснов сада углавном није био у стању да убеди Козаке да се боре ван региона Дона, али их је са потешкоћама убедио да поведу трупе у градове који се налазе на периферији Дона. Цивилне козачке вође и њихове војне команданте средњег ранга, па чак ни најближе Красновљеве сараднике, није занимала ситуација на другим фронтовима грађанског рата. Док су бољшевици најбоље снаге које су имали на располагању усмерили на Царицин, схватајући значај овог центра, Козаци су се пре свега бавили освајањем северног дела Донске области, што у ширем контексту рата није било толико важно.
Краснов је стога покушао да убеди команданте Добровољачке армије, генерале Антона Дењикина и Михаила Алексејева, да координирају напад на град. Међутим, ни њено заузимање нису сматрали приоритетом. Дењикин је био свестан чињенице да су Козаци били заинтересовани само за овладавање одређеним подручјем, и да не би желели да се боре против бољшевика ван њега. Добровољачка војска је кренула у супротном правцу, дубоко у Кубан, заузевши га крајем 1918.
До краја новембра 1918, захваљујући реорганизацији и растућој бројчаној надмоћи Црвене армије, Совјети су стекли предност над снагама Краснова. Ипак, у децембру 1918. козаци су успели поново да опколе Царицин. У јануару 1919. године поново су вођене битке око града са различитим исходима. Захваљујући премештању снага са севера, бројчана предност црвених је стално расла, а морал белих козака је опадао те су неки од њих прешли на страну бољшевика или дезертирали. Почетком 1919. Црвени јужни фронт је бројао 117.000 војника, 2.040 митраљеза и 460 топова, што је представљало једну четвртину укупних снаага Црвене армије. С друге стране, Краснов је и даље командовао снагама од 50.000 војника у новембру 1918, али је у фебруару 1919. са њим остало само 15.000 козака.
Дана 26. децембра 1918, Ворошилова је на месту команданта 10. армије сменио Александар Јегоров, бивши царски официр и један од најталентованијих команданата Црвених током грађанског рата. Крајем јануара 1919. место команданта Јужног фронта преузео је Владимир Гитис . Под његовом командом, до краја априла ове године, снаге Јужног фронта (углавном 8., 9. и 13. Црвене армије и 2. украјинска совјетска армија) извеле су офанзиву која се завршила одбијањем код Ростова и достигавши линију између Сала и Манича, са изгледом да крене даље према Батајску и Тихорецку.
После одласка аустроугарске војске из Украјине и напада Црвених снага,  порази донских козака код Царицина приморали су их да се потчине команди Добровољачке војске. Дана 19. фебруара 1919. Пјотр Краснов је преузео команду, предајући је Африкану Богајевском и сагласивши се да се Донски, Терски и Кубански козаци придруже Добровољачкој војсци како би постали део Оружаних снага Јужне Русије.

## Бели заузимају Царицин (јун 1919)
До лета 1919. године, залихе оружја и муниције које су савезници испоручили Белима у Новоросијску ојачали су војну моћ белих, док је још један козачки устанак избио на Дону као одговор на кампању декозацикације. Команданти Црвене армије на Јужном фронту, осим Михаила Тухачевског и Александра Јегорова, показали су се неспособним.
У мају-јуну 1919. Бели су извојевали низ победа у источној Украјини, истиснувши совјетске снаге из украјинске совјетске престонице Харкова, а затим заузевши Донбас, после неколико месеци борби.  У мају се Јегоровљева 10. армија у нереду повлачила ка истоку, док су средином јуна кубански козаци под командом Петра Врангела извршили коњички јуриш на Царицин, који је одбијен.
Међутим, реновирање пруге од Кубана до Царицина омогућило је Белима да превозе тенкове, које су испоручили Британци. Дана 30. јуна 1919. године, Врангелове снаге су ушле у град, узеле 40.000 црвених заробљеника и заплениле залихе и аутомобиле са муницијом. Дана 3. јула 1919, на победничкој паради Вргелових снага у Царицину, Дењикин је објавио почетак белог напредовања на Москву пред иконом Богородице Казањске.

## Црвени поново заузимају Царицин (август 1919 – јануар 1920)
У оквиру кампање Белих за заузимање Москве, Кавкаска армија, предвођена Врангелом, изашла је из Царицина, прошла је кроз Камишин (такође под влашћу белих) и почетком августа се приближавала Саратову. Међутим, недостатак резерви и залиха и недовољна подршка кубанских козака приморали су Врангела да се повуче у Царицин.
У августу команда Црвене армије је поверила задатак поновног заузимања града ударној групи под командом Василија Шорина. Врангел се повукао у предграђе Царицина, где се успешно одбранио од Шоринових снага, наневши им велике губитке. После шест недеља борбе, могли су само да се пасивно бране. Шоринову намеру да се прегрупише и настави свој поход на Царицин коначно је осујетио неочекивани коњички напад Константина Мамонтова у позадину Црвене армије, због чега је Шорин морао да преусмери део својих трупа.
Трећег јануара 1920. Царицин је дефинитивно поново заузео Југозападни фронт Црвене армије.

## Репресије
Током битке, локално створена Чека спровела је немилосрдну кампању репресије усмерену на оне за које се сматрало да су буржоазија, свештенство, интелигенција или царски официри, од којих су многи одговорили на локални апел да се придруже Црвеној армији. Они који су доводили у питање политику такође су били таргетирани. Стаљин је, пошто је добио војна овлашћења у граду, наставио да хапси садашњег генерала Црвене армије Андреја Снесарева и друге царске официре и специјалисте који су већ служили у Црвеној армији и дао их је заточити на баржи на реци Волги. Коначна судбина затвореника била је глад или погубљење, са изузетком Снесарева, који је ослобођен по наређењу Троцког и распоређен на друго место.
Стаљин је такође сплеткарио у циљу да од свога колеге Махаровског одузме гориво, новац и друге ресурсе.
Погубљења и наводне завере преношене су у новинама у покушају да подстакну јавност. То је можда била прва инстанца која је открила склоност будућег вође да разоткрије бројне завере и завере и уплете жртве у измишљена и јавно објављена суђења у сврху агитације. Према Анатолију Носовичу, пребегу Црвене армије, Стаљин је „често примећивао у расправама о војној вештини [...] ако најталентованијем команданту на свету недостају политички свесни војници правилно припремљени агитацијом, онда, верујте ми, он не би могао ништа да учини против револуционара који су били малобројни, али веома мотивисани“.

## Наслеђе
Због учешћа Јосифа Стаљина у одбрани Царицина, битке за град биле су међу догађајима грађанског рата који су најшире приказивани у совјетској историографији и пропаганди. Године 1925. име града је чак промењено у „Стаљинград“.
Нешто више од две деценије касније, град ће поново бити бојно поље, овог пута за одлучујућу битку Источног фронта Другог светског рата: Стаљинградску битку. Године 1961. Никита Хрушчов је током своје кампање дестаљинизације град преименовао у Волгоград.
Године 1937. битке за Царицин биле су позадина за роман Алекеја Толстоја Хлеб. Године 1942. браћа Васиљев су драматизовала догађаје у дводелном филму Одбрана Царицина.

## Галерија
- Слика Митрофана Грекова о нападу у Царицину
- Слика Црвене армије на путу у Царицин
- Белоармејски оклопни воз „Јединствена Русија“ на путу ка граду, јун 1919
- Мештани дочекују Дењикина и официре у граду 1. јула 1919
- Дењикин и Врангел током параде у Царицину са оружаним снагама Јужне Русије у јулу 1919.